# Béla IV
Pour les articles homonymes, voir Béla.
Béla IV, né le 9 novembre 1206 et décédé le 3 mai 1270 sur l'île de Margit-sziget, à Budapest, est roi de Hongrie et de Croatie du 21 septembre 1235 au 3 mai 1270, duc de Styrie de 1254 à 1258. Membre de la dynastie Árpád, il est le fils d'André II de Hongrie et de Gertrude de Méran et le frère de sainte Élisabeth de Hongrie.

## Le prince héritier
Béla est couronné roi dès 1220. Un groupe de grands propriétaires oppose immédiatement le jeune adolescent à son père le roi André II afin qu'il obtienne un pouvoir temporel sous la forme d'un duché comprenant la Dalmatie, la Croatie et la Slavonie, au sud de la Drave qu'on nomme désormais la « Slavonie entière » soit une partie importante du Royaume. Après la proclamation de la Bulle d'or (en), les relations se tendent avec son père André II et Béla se réfugie en Autriche en 1223. L'année suivante André II autorise son fils à revenir et lui rend son duché de Slavonie. Un parti se constitue autour de Béla à la cour avec l'archevêque de Spalato, les évêques, le ban et les ispans. André II décide alors en 1226 de nommer son fils voïvode de Transylvanie et place son autre fils Coloman à la tête de la Slavonie. Béla tente d'agrandir son fief transylvain vers la Bulgarie et, en 1228, il assiège en vain la forteresse de Vidin. Au cours de l'été 1230, Béla entreprend sans succès une expédition en Galicie contre Danilo afin d'y rétablir son frère André. L'année suivante, le roi André et ses fils Béla et André ont plus de succès et le prince André (mort en 1234) reprend son trône. En 1232, le roi André II et ses fils Béla et Coloman doivent souscrire la « Convention de Bereg » qui leur est imposé par la noblesse par l'intermédiaire du pape Grégoire XII. Le roi André II meurt le 21 septembre 1235 et le prince Béla est couronné sous le nom de Béla IV le 14 octobre 1235.

## Les invasions mongoles
Alerté par l’invasion de la Russie par les Tartares, il dépêche plusieurs moines dominicains chargés de rechercher des Hongrois qui étaient restés « dans la patrie des ancêtres » lors de la migration de 895. En 1237, il accueille en Hongrie quarante mille Coumans, peuple de pasteurs turcs, chassés du bas Danube par les Mongols, et les établit dans la zone marécageuse entre la Tisza et le Danube. Il espère ainsi avoir à sa disposition des troupes contre l’oligarchie nobiliaire.
Le chef mongol Batu Qân entre en Moravie et en Hongrie où il prend Pest à l’issue d’une victoire à Mohi sur les rives du Sajó (11 avril 1241) sur les troupes de Béla IV. Les Mongols pillent le pays et massacrent une partie de la population. Béla doit se réfugier auprès du prince Frédéric II d'Autriche, qui, au lieu de l’aider, profite de l’occasion pour lui arracher trois comtés. Il prend alors le chemin de la Dalmatie et s’installe à Trau (Trogir), en attendant l’aide de l’Occident.
En mars 1242, l’avant-garde de Batu atteint l’Adriatique et le roi Béla IV ne doit son salut qu’à un embarquement précipité sur un navire en rade de Trogir. À l’annonce de la mort d’Ögödei (11 décembre 1241), le chef mongol, ses troupes refluent vers l’Orient pour participer au quriltay organisé pour l’élection de son successeur. L’Europe centrale est ainsi sauvée.

## La reconstruction
Béla IV, de retour en Hongrie, trouve un pays ravagé et doit tout reconstruire. Parmi les résidences royales, il privilégie la forteresse de Buda et laisse Esztergom à la disposition de l’archevêque. Il repeuple le pays dévasté en faisant appel à des colons allemands établis comme hôtes (hospites), qui jouissent d’un statut particulier. Il autorise les grands à construire des châteaux forts de pierre. Les comitats (comtés) deviennent des comitats nobiliaires : l’ispan, nommé par le roi, est assisté de juges choisis par la noblesse locale. Les comitats obtiennent le droit d’envoyer leurs représentants à la diète. Le système des ordres débute, qui caractérise par la suite la Hongrie, qui devient une oligarchie de barons.
La Transylvanie, ravagée par les Mongols, est soumise à la même féodalisation que la Hongrie. Elle est divisée en comitats autour de châteaux désormais en pierre. Les chefs valaques sont intégrés à la noblesse des ispans. Les privilèges des Saxons et des Szeklers sont renouvelés. Les premiers peuvent élire leur comte, qui dépend directement du roi ; les seconds désignent leurs juges qui administrent les sept sièges (Stühle) qu’ils forment.
Béla IV accorde un nouveau statut municipal à Székesfehérvár (Albe royale) qui devient le modèle du développement urbain en Hongrie. Il fonde la forteresse de Buda, y transfère la population survivante de Pest et en fait le centre commercial principal du pays. Une vingtaine d’autres villes sont construites, bénéficiant de privilèges royaux, d’une topologie ordonnée et de la construction d’enceintes.

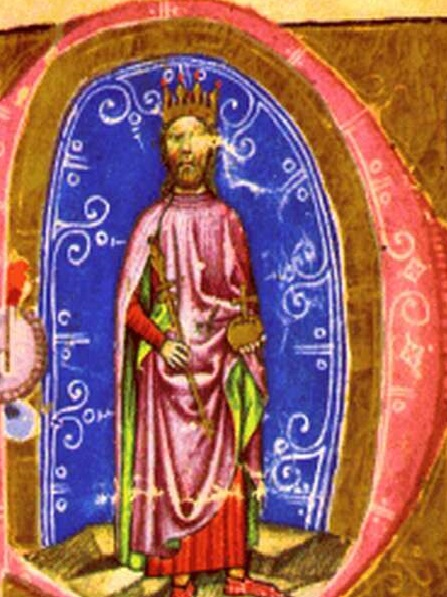
Béla IV dans le Chronicon Pictum, 1360.

Le roi dispose de nombreux revenus domaniaux et régaliens comme les mines, le sel, les taxes et les péages, ainsi que l’entretien de la cour. Il accroît ses revenus par la frappe de monnaies d’argent, confiée à l’archevêque d’Esztergom, qui l’afferme à un Juif venu de Vienne, Henel. Cette monnaie sûre stimule l’activité économique, commerciale et les rentrées fiscales. La Hongrie exporte des bœufs, du vin, du sel, importe des draps, de la soie, des épices de Venise, d’Allemagne et de Moravie. Les droits régaliens provenant des mines (argent, or, sel) et sont partagés entre le fisc, les nouveaux entrepreneurs (notamment allemands) et la bourgeoisie des villes minières qui participe à l’exploitation. Ces activités fournissent autant ou davantage de revenus que les anciens impôts en nature. Le redressement économique s’effectue par la mise en valeur des régions périphériques ou dépeuplées, particulièrement dans le Nord (Slovaquie actuelle), où de nouvelles villes ou bourgades sont fondées. Le royaume compte alors deux millions d’habitants et est peuplé d’une mosaïque de peuples de toute provenance : Allemands, Wallons, des « réfugiés » des steppes (Coumans et Iasses), des Juifs et des Ismaélites, des paysans « russes » de Galicie, des Roumains, des Polonais, des Moraves et autre Slaves.

## La révolte d'István
En 1262 et 1265, son fils István (le futur Étienne V de Hongrie), qui gouverne en Transylvanie, tourne les armes contre son père. Il bénéficie de l’appui des Coumans (il a épousé une princesse coumane) et des troupes des barons félons qu’il attire dans son camp. Excellent chef militaire, au contraire de son père, il guerroie avec succès contre Ottokar II de Bohême et contre la Bulgarie. Il finit par battre son père et se fait proclamer « roi-junior » de la moitié orientale de la Hongrie en 1265. À la mort de Béla IV le 3 mai 1270, le problème de la succession se pose à nouveau et l’anarchie féodale triomphe en Hongrie.

## Union et postérité
Béla IV épouse en 1218 Marie Lascaris, fille de l'empereur de Nicée Théodore Ier Lascaris. Ils eurent dix enfants :
1. Cunégonde (1234 morte en 1292), épouse en 1239 Boleslas V le Pudique ;
2. Marguerite († avant 1242) ;
3. Catherine († avant 1242) ;
4. Anne de Hongrie (1226-) (en), duchesse de Mačva, épouse en 1244 Rostislav IV de Kiev ;
5. Élisabeth (1236 morte en 1271), épouse d'Henri XIII de Bavière ;
6. Constance (? – ?), épouse du roi Léon Ier de Galicie ;
7. Étienne V de Hongrie ;
8. Marguerite (27 janvier 1242 – 18 janvier 1271) ;
9. Yolande de Pologne (? – 16/17 juin après 1303), épouse de Boleslas le Pieux, duc de Grande-Pologne ;
10. Béla (en) (mort en 1269), duc de Slavonie en 1260.